# Faktum
Faktum — уличная газета, основанная в 2001 году и издающаяся в Гётеборге. 

## История
Газета была основана в 2001 году. Первый выпуск вышел в сентябре того же года. С осени 2011 года «Faktum» начал продаваться в Мальмё, Лунде, Хельсингборге, Кристианстаде и Векшё. В 2014 году «Faktum» вышел в Йёнчёпинге и Вернамо.
Содержание газеты вращается вокруг различных социальных проблем, с особым акцентом на бездомность и социальную изоляцию.
В 2004 году «Faktum» организовал чемпионат мира среди бездомных в Гётеборге.
Газета является членом Международной сети уличных газет. В 2006 году газета была удостоена награды от «Swedish Publicists' Association»  вместе с «Situation Sthlm» и «Aluma».